# Pediomeryx
Genre
Taxons de rang inférieur
- P. figginsi
- P. hamiltoni
- P. hemphillensis
- P. ruminalis

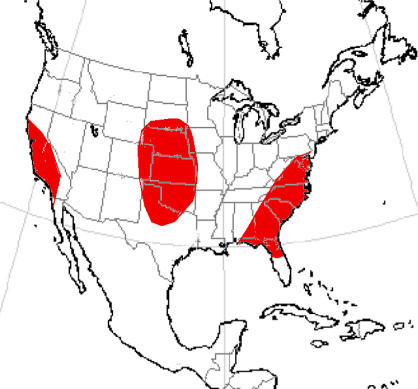
Distribution de Pediomeryx aux États-Unis selon les découvertes de fossiles.

Pediomeryx est un genre fossile d'ongulé artiodactyle de la famille des Palaeomerycidae. Il était endémique de l'Amérique du Nord à la fin du Miocène, entre 10,3 et 4,9 millions d'années avant notre ère.

## Systématique
Le genre Pediomeryx a été créé par le paléontologue Ruben Arthur Stirton (d) en 1936. Il a été assigné à la famille des Dromomerycidae par Stirton (1936) et Janis et Manning (1998), à la sous-famille des Dromomerycinae par Hulbert et Whitmore (2006) et à la tribu des Cranioceratini par Prothero et Liter (2007),,.

## Morphologie
Un spécimen fossile a été mesuré par M. Mendoza, C. M. Janis et P. Palmqvist, qui ont évalué sa masse vivante à 250 kg.

## Distribution des fossiles
Des fossiles ont été récoltés à Midway Site (en) en Floride, dans le Saskatchewan, à Boron en Californie et sur plusieurs sites au Nebraska et au Wyoming.